# Jakob Oftebro
Pour les articles homonymes, voir Oftebro.
 (janvier 2019).
Jakob Oftebro est un acteur norvégien né le 12 janvier 1986 à Oslo.

## Biographie
Jakob Oftebro est le fils des acteurs Anette Hoff (no) et Nils Ole Oftebro (no), ainsi que le demi-frère des acteurs Jonas Hoff Oftebro et Elisabeth Oftebro.

## Filmographie sélective

### Cinéma
- 2008 : Max Manus, opération sabotage (Max Manus) de Joachim Rønning et Espen Sandberg : Lars Emil Erichsen
- 2011 : Varg Veum - Svarte får de Stephan Apelgren : Hans Hauge
- 2012 : Kon-Tiki de Roberto Faenza de Joachim Rønning et Espen Sandberg : Torstein Raaby
- 2012 : Le Secret de l'étoile du nord (Reisen til julestjernen) de Nils Gaup : Ole
- 2013 : Victoria de Torun Lian (en) : Johannes
- 2014 : Refroidis (Kraftidioten) d'Hans Petter Moland : Aron Horowitz
- 2016 : The Shamer de Kenneth Kainz : Nicodemus
- 2016 : Les Enquêtes du département V : Délivrance (Flaskepost fra P) de Hans Petter Moland : Pasgård
- 2017 : Le Bonhomme de neige (The Snowman) de Tomas Alfredson : Superintendant Skarre
- 2022 : Black Crab d'Adam Berg

### Télévision
- 2010 : Hvaler : Mikkel Olsen (6 épisodes)
- 2012 : Erobreren
- 2013 : Bron/Broen (The Bridge) (série télévisée) :  Mads Nielsen (Saison 2)
- 2013 : Lilyhammer : Chris (3 épisodes)
- 2014 : 1864 : Laust Jensen (7 épisodes)
- 2015-2017 : Unge lovende : Anders (8 épisodes)
- 2017 : Monster : Joel Dreyer
- 2017 : Below the Surface : Alpha
- 2018 : L'Ancien Combat (série télévisée) : Peter

## Distinctions
- 2014 : Shooting Stars de la Berlinale[2]